# Persone di cognome Grimaldi
| Questa pagina contiene informazioni ricavate automaticamente dalle voci biografiche con l'ausilio del template Bio e di un bot. L'aggiornamento è periodico e automatico e ricostruisce completamente la pagina. Se manca una persona in questa lista, sei pregato di non aggiungerla, ma accertati piuttosto che la sua voce biografica contenga il template Bio e che i dati anagrafici siano correttamente compilati. Se il template Bio manca, inseriscilo tu stesso o, in alternativa, metti l'avviso {{tmp\|Bio}} che ne segnala la mancanza. Se i dati riportati sono sbagliati, correggi direttamente la voce biografica; le modifiche saranno visibili in questa lista entro pochi giorni. Per chiarimenti vedi il progetto antroponimi. La lista contiene solo le 77 persone che sono citate nell'enciclopedia e per le quali è stato implementato correttamente il template Bio. Pagina aggiornata al 7 ago 2025. |

Questa è una lista di persone presenti nell'enciclopedia che hanno il cognome Grimaldi, suddivise per attività principale.

## Agronomi(1)
- Clemente Grimaldi, agronomo, botanico e politico italiano (Modica, n. 1862 - Modica, † 1915)

## Ammiragli(2)
- Luchetto Grimaldi, ammiraglio e politico italiano
- Oberto I Grimaldi, ammiraglio italiano

## Antropologi(1)
- Piercarlo Grimaldi, antropologo italiano (Cossano Belbo, n. 1945)

## Architetti(1)
- Francesco Grimaldi, architetto e religioso italiano (Oppido Lucano, n. 1543 - Napoli, † 1613)

## Arcivescovi cattolici(4)
- Agostino Grimaldi, arcivescovo cattolico monegasco (Genova - Monaco, † 1532)
- Domenico Grimaldi, arcivescovo cattolico italiano (Avignone, † 1592)
- Giuseppe Maria Pietro Grimaldi, arcivescovo cattolico italiano (Moncalieri, n. 1754 - Vercelli, † 1830)
- Guerino Grimaldi, arcivescovo cattolico italiano (Roccapiemonte, n. 1916 - Salerno, † 1992)

## Armatori(1)
- Aldo Grimaldi, armatore italiano (Solofra, n. 1922 - Genova, † 2018)

## Atlete paralimpiche(1)
- Anna Grimaldi, atleta paralimpica neozelandese (Dunedin, n. 1997)

## Attori(1)
- Dan Grimaldi, attore statunitense (New York, n. 1952)

## Attori teatrali(1)
- Joseph Grimaldi, attore teatrale e danzatore britannico (Clare Market, n. 1778 - Pentonville, † 1837)

## Attrici(2)
- Alda Grimaldi, attrice e regista televisiva italiana (Sampierdarena, n. 1919 - Torino, † 2023)
- Eva Grimaldi, attrice e personaggio televisivo italiana (Nogarole Rocca, n. 1961)

## Attrici pornografiche(1)
- Elena Grimaldi, ex attrice pornografica italiana (Brescia, n. 1983)

## Calciatori(1)
- Adriano Grimaldi, calciatore tedesco (Gottinga, n. 1991)

## Cardinali(4)
- Girolamo Grimaldi, cardinale e arcivescovo cattolico italiano (Genova, n. 1674 - Ischia, † 1733)
- Girolamo Grimaldi, cardinale italiano (Genova - Genova, † 1543)
- Nicola Grimaldi, cardinale italiano (Treia, n. 1768 - Roma, † 1845)
- Nicola Grimaldi, cardinale italiano (Teano, n. 1645 - Roma, † 1717)

## Compositori(1)
- Emilio Grimaldi, compositore e scrittore italiano (Cornigliano, n. 1921 - Genova, † 2006)

## Designer(1)
- Pino Grimaldi, designer e fotografo italiano (Salerno, n. 1948 - Maddaloni, † 2020)

## Diplomatici(3)
- Ansaldo Grimaldi, diplomatico e banchiere italiano (Genova, n. 1471 - Genova, † 1539)
- Luca Grimaldi, diplomatico italiano (Genova - † 1275)
- Girolamo Grimaldi, diplomatico e politico italiano (Genova, n. 1710 - Genova, † 1789)

## Dogi(6)
- Alessandro Grimaldi, doge (Genova, n. 1621 - Genova, † 1683)
- Antonio Grimaldi, doge (Genova, n. 1640 - Genova, † 1717)
- Giovanni Battista Grimaldi, doge (Genova, n. 1673 - Genova, † 1757)
- Giovanni Giacomo Grimaldi, doge (Genova, n. 1705 - Padova, † 1777)
- Luca Grimaldi, doge (Genova, n. 1675 - Genova, † 1750)
- Pier Francesco Grimaldi, doge (Genova, n. 1715 - Genova, † 1791)

## Economisti(1)
- Domenico Grimaldi, economista, imprenditore e filosofo italiano (Seminara, n. 1734 - Reggio Calabria, † 1805)

## Entomologi(1)
- David Grimaldi, entomologo e paleontologo statunitense (n. 1957)

## Filologi(1)
- Giulio Grimaldi, filologo, scrittore e poeta italiano (Fano, n. 1873 - Marina di Pisa, † 1910)

## Filosofi(1)
- Costantino Grimaldi, filosofo, giurista e politico italiano (Cava de' Tirreni, n. 1667 - Napoli, † 1750)

## Fisici(1)
- Giovan Pietro Grimaldi, fisico italiano (Modica, n. 1860 - Modica, † 1918)

## Gesuiti(1)
- Francesco Maria Grimaldi, gesuita, fisico e astronomo italiano (Bologna, n. 1618 - Bologna, † 1663)

## Giornaliste(1)
- Francesca Grimaldi, giornalista e conduttrice televisiva italiana (Roma, n. 1961)

## Giornalisti(1)
- Fulvio Grimaldi, giornalista italiano (Firenze, n. 1934)

## Giuristi(1)
- Francescantonio Grimaldi, giurista e filosofo italiano (Seminara, n. 1741 - Napoli, † 1784)

## Letterati(1)
- Giacomo Grimaldi, letterato, archivista e presbitero italiano (Bologna, n. 1568 - Roma, † 1623)

## Nobildonne(2)
- Isabella Grimaldi, nobildonna italiana († 1583)
- Maria Grimaldi, nobildonna monegasca (Monaco)

## Nobili(2)
- Charlotte Grimaldi, nobile (Costantina, n. 1898 - Parigi, † 1977)
- Ercole Grimaldi, nobile monegasco (Parigi, n. 1623 - Montecarlo, † 1651)

## Nuotatrici(2)
- Martina Grimaldi, nuotatrice italiana (Bologna, n. 1988)
- Charlène Wittstock, ex nuotatrice e ex modella sudafricana (Bulawayo, n. 1978)

## Orafi(1)
- Raffaele Grimaldi, orafo italiano (Reggio Emilia - Reggio Emilia)

## Pittori(5)
- Gino Grimaldi, pittore italiano (Isola della Scala, n. 1889 - Cogoleto, † 1941)
- Giovanni Francesco Grimaldi, pittore e architetto italiano (Bologna, n. 1606 - Roma, † 1680)
- Giuseppe Gaetano Grimaldi, pittore italiano (Tropea, n. 1690 - Tropea, † 1748)
- Lazzaro Grimaldi, pittore italiano (Reggio Emilia, n. 1472)
- Leopoldo Grimaldi, pittore italiano (Campobasso, n. 1838 - Campobasso, † 1920)

## Politici(7)
- Chevalier de Grimaldi, politico monegasco (Parigi, n. 1697 - Monaco, † 1784)
- Bernardino Grimaldi, politico italiano (Catanzaro, n. 1839 - Roma, † 1897)
- Giovambattista Grimaldi, politico italiano (Enna, n. 1923 - † 1986)
- Marco Grimaldi, politico italiano (Torino, n. 1980)
- Nicola Grimaldi, politico italiano (Aversa, n. 1980)
- Tullio Grimaldi, politico e magistrato italiano (Napoli, n. 1933)
- Ugo Grimaldi, politico italiano (Enna, n. 1942)

## Principesse(1)
- Antonietta Grimaldi, principessa monegasca (Parigi, n. 1920 - La Colle, † 2011)

## Principi(1)
- Giuseppe Grimaldi, principe francese (Parigi, n. 1763 - Parigi, † 1816)

## Produttori cinematografici(1)
- Alberto Grimaldi, produttore cinematografico italiano (Napoli, n. 1925 - Miami, † 2021)

## Registi(4)
- Aldo Grimaldi, regista e sceneggiatore italiano (Catania, n. 1942 - Roma, † 1990)
- Antonello Grimaldi, regista, attore e sceneggiatore italiano (Sassari, n. 1955)
- Aurelio Grimaldi, regista, sceneggiatore e scrittore italiano (Modica, n. 1957)
- Giovanni Grimaldi, regista e sceneggiatore italiano (Catania, n. 1917 - Roma, † 2001)

## Scrittrici(1)
- Laura Grimaldi, scrittrice e traduttrice italiana (Rufina, n. 1928 - Milano, † 2012)

## Sovrani(1)
- Lamberto Grimaldi, sovrano monegasco (Monaco, n. 1420 - Monaco, † 1494)

## Stilisti(1)
- Antonio Grimaldi, stilista italiano (Nocera Inferiore, n. 1969)

## Trovatori(1)
- Luca Grimaldi, trovatore italiano (Genova)

## Vescovi cattolici(1)
- Louis-André de Grimaldi, vescovo cattolico e nobile francese (Cagnes-sur-Mer, n. 1736 - Londra, † 1804)

## Senza attività specificata(4)
- Claudina di Monaco, monegasca (Monaco, n. 1451 - Monaco, † 1515)
- Francesco Grimaldi di Monaco, monegasco (Genova - Ventimiglia, † 1309)
- Nicolò Grimaldi, cantante castrato italiano (Napoli, n. 1673 - Napoli, † 1732)
- Ranieri I di Monaco, monegasco (Genova - Napoli)